# Лёгкая атлетика на летних Олимпийских играх 1904
Соревнования по лёгкой атлетике на III летних Олимпийских играх прошли 4 июля, 3, 28—31 августа, 1 и 3 сентября. В них участвовали более 200 спортсменов из 10 стран. Были разыграны 25 комплектов медалей. Спортсмены смогли установить 13 олимпийских рекордов.
Впервые проведены соревнования по десятиборью, правда его программа отличалась от сегодняшней. Соревнования по бегу на 2590 м с препятствиями, командный забег на 4 мили и метание веса на 56 фунтов также прошли в первый раз, но были вскоре отменены. В последний раз в программу легкоатлетических соревнований были включены бег на 60 м, на 200 м с барьерами и тройной прыжок с места.

## Медали

### Общий медальный зачёт
(Жирным выделено самое большое количество медалей в своей категории; принимающая страна также выделена)
| Общее количество медалей |                   |        |         |        |       |
| Место                    | Страна            | Золото | Серебро | Бронза | Всего |
| 1                        | США               | 23     | 23      | 22     | 68    |
| 2                        | Великобритания    | 1      | 1       | 0      | 2     |
| 3                        | Канада            | 1      | 0       | 0      | 1     |
| 4                        | Смешанная команда | 0      | 1       | 0      | 1     |
| 5                        | Германия          | 0      | 0       | 1      | 1     |
| 5                        | Греция            | 0      | 0       | 1      | 1     |

### Медалисты
| Дисциплина                  | Золото                                                                             | Серебро                                                                          | Бронза                     |
| 60 метров                   | Арчи Хан США                                                                       | Уильям Хогенсон США                                                              | Фэй Маултон США            |
| 100 метров                  | Арчи Хан США                                                                       | Натаниэль Картмелл США                                                           | Уильям Хогенсон США        |
| 200 метров                  | Арчи Хан США                                                                       | Натаниэль Картмелл США                                                           | Уильям Хогенсон США        |
| 400 метров                  | Гарри Хиллман США                                                                  | Фрэнк Уоллер США                                                                 | Герман Громэн США          |
| 800 метров                  | Джим Лайтбоди США                                                                  | Говард Валентайн США                                                             | Эмиль Брайткройц США       |
| 1500 метров                 | Джим Лайтбоди США                                                                  | Уильям Вернер США                                                                | Лейси Хирн США             |
| Марафон                     | Томас Хикс США                                                                     | Альберт Кори США                                                                 | Артур Ньютон США           |
| 110 метров с барьерами      | Фред Шуле США                                                                      | Таддеус Шидлер США                                                               | Лесли Эшбернер США         |
| 200 метров с барьерами      | Гарри Хиллман США                                                                  | Фрэнк Каслмэн США                                                                | Джордж Подж США            |
| 400 метров с барьерами      | Гарри Хиллман США                                                                  | Фрэнк Уоллер США                                                                 | Джордж Подж США            |
| 2590 метров с препятствиями | Джим Лайтбоди США                                                                  | Джон Дейли Великобритания                                                        | Артур Ньютон США           |
| 4 мили среди команд         | США Джордж Андервуд · Говард Валентайн · Дэвид Мансон · Артур Ньютон · Пол Пилгрим | Смешанная команда Уильям Вернер Альберт Кори Джим Лайтбоди Сидни Хатч Лейси Хирн | —                          |
| Прыжки в длину              | Майер Принштайн США                                                                | Дэниел Фрэнк США                                                                 | Роберт Стэнглэнд США       |
| Тройной прыжок              | Майер Принштайн США                                                                | Фредерик Энглхардт США                                                           | Роберт Стэнглэнд США       |
| Прыжки в высоту             | Сэмюэл Джонс США                                                                   | Гаррет Сёвисс США                                                                | Пауль Вайнштайн Германия   |
| Прыжки с шестом             | Чарльз Дворак США                                                                  | Лерой Сэмс США                                                                   | Луи Уилкинс США            |
| Прыжки в длину с места      | Рей Юри США                                                                        | Чарльз Кинг США                                                                  | Джон Биллер США            |
| Тройной прыжок с места      | Рей Юри США                                                                        | Чарльз Кинг США                                                                  | Джозеф Стадлер США         |
| Прыжки в высоту с места     | Рей Юри США                                                                        | Джозеф Стадлер США                                                               | Лоусон Робертсон США       |
| Толкание ядра               | Ральф Роуз США                                                                     | Уэсли Коу США                                                                    | Лоуренс Фойербах США       |
| Метание диска               | Мартин Шеридан США                                                                 | Ральф Роуз США                                                                   | Николаос Георгантас Греция |
| Метание молота              | Джон Флэнаган США                                                                  | Джон Деуитт США                                                                  | Ральф Роуз США             |
| Метание веса в 56 фунтов    | Этьен Демарто Канада                                                               | Джон Флэнаган США                                                                | Джеймс Митчелл США         |
| Троеборье                   | Макс Эммерих США                                                                   | Джон Грайеб США                                                                  | Уильям Мерц США            |
| Десятиборье                 | Том Кили Великобритания                                                            | Адам Ганн США                                                                    | Тракстон Хейр США          |

## Страны
В соревнованиях приняло участие больше 200 спортсмена из 9 стран: 

В скобках указано количество спортсменов, если оно известно точно
- Австралия (2)
- Великобритания (3)
- Венгрия (2)
- Германия (2)
- Греция (10)
- Канада (5)
- Куба (1)
- США (больше 180)
- Швейцария (1)
- Южная Африка (3)